# 江東区小5女児誘拐殺人事件
江東区小5女児誘拐殺人事件（こうとうくしょうごじょじゆうかいさつじんじけん）は、1969年5月31日に発生した殺人事件。
1984年5月30日に公訴時効が成立し、未解決事件となった。

## 概要
1969年6月3日朝、東京都江東区辰巳2丁目の海岸で死体が発見され、5月31日から捜索されていた小学5年生の女児と判明した。
被害者は5月31日夕方、近所の食肉店へ買い物に出かけ、それを終えて友人とともに帰ろうとしていたところ、車に乗った若い男に道案内を頼まれて助手席に乗せられ、そのまま連れ去られていた。犯行時に一緒にいた7歳男児の誘拐犯の記憶がしっかりしていたこともあり、容疑者の絞り込みさえできれば特定は可能と見られたが、誘拐犯の使用した車両はタイヤ痕から三菱・コルトなど7車種にわたることが判明して捜査は困難を極めた。
警視庁深川警察署に置かれた捜査本部は怨恨と変質者の両面から捜査を進めたが、有力な手がかりを得られなかった。
1970年6月3日、千葉県木更津市で誘拐未遂事件が発生。同事件の容疑者が乗っていた乗用車の色、タイヤ等が江東区の事件のものと一致し、人相や手口も似ており捜査が行われたが空振りに終わった。
結局、事件発生後2年2ヶ月後に捜査本部を解散。1984年5月、未解決のまま時効を迎えた。